# اینیاکی ایساسی
اینیاکی ایساسی (اسپانیایی: Iñaki Isasi‎؛ زادهٔ ۲۰ آوریل ۱۹۷۷) دوچرخه‌سوار اهل اسپانیا است. وی در مسابقات جیرو دیتالیا و تور دو فرانس شرکت کرده است.